# 임시교원양성소
임시교원양성소(臨時敎員養成所)는 대한민국의 근현대 교육사에서 초·중등교원의 수가 부족할 때 그 수급을 위해 임시로 설치해 운영했던 다양한 형태의 단기 교원양성기관과 제도를 말한다.

## 초등교원양성소

### 근대
일제시대 초기에는 정규 초등교원양성기관이 없었다. 1913년 3월 경성고등보통학교에 최초로 임시교원양성소가 부설되었다. 1부는 고등보통학교 1년수료 정도를 대상으로 3년, 2부는 고등보통학교 졸업 정도의 학력을 입학자격으로 하여 1년의 수업연한으로 초등교원을 양성하였다. 1913년부터 경성고등보통학교에 사범과가 신설되 정규교원양성제도가 시행되었기에 1916년 5월 1부를 폐지하였다. 2부는 일본인 보통학교 교원만 양성하는 기관으로 유지되다가 1921년 경성사범학교가 신설되면서 폐지되었다. 여자교원양성소는 1919년 4월 경성여자고등보통학교에 부설되었다. 여자고등보통학교 졸업 정도를 대상으로 1년의 수업연한으로 양성했다. 졸업 후 2년의 의무 복무연한이 있었으며 학비는 관비로 지급되었다.
1919년 3·1 운동 이후 일제의 통치 방침이 이른바 문화통치 정책으로 변경되면서, 관립·도립 사범학교 등 정규교원 양성기관이 여러 곳에 설립되었다. 이에 따라 정규교원 양성기관에서 교원이 양성되었으며 임시교원 양성소는 억제, 폐지되었다.

### 미군정기 ~ 대한민국 초기
광복 이후 초등교원의 40%이상을 차지하던 일본인 교원들이 모두 물러갔을 뿐 아니라 취학생의 폭발적 증가에 따라 초등교원에 대한 수요가 급격히 증가했다. 이에 대응하기 위해 미군정청 학무국은 일제강점기에 설치된 38선 이남의 사범학교 10개 중 7개의 사범학교를 신제의 사범학교로 개편하여 계속해서 초등교원 양성교육을 실시토록 하고 제주도를 제외한 충청 이남의 모든 도에 사범학교를 추가로 설치 (1개도에 2개의 공립사범학교) 했다.
하지만 정규 사범학교 졸업생을 기다리기엔 교원 부족이 심각한 상황이라 다양한 비정규교원양성과정이 함께 운영되었다. 각 도의 정규 초등교원양성기관에 임시 초등교원양성소를 부설하게 되었는데 1946년 임시 초등교원양성소는 24개였으며 양성기간은 2개월에서 1년까지 다양하였다.또 부설 교원양성소가 아닌 정규교원 양성기관에 설치한 것으로는, 1946년 5년제 중학교 졸업자 대상인 3개월 과정의 속성과가 있었다. 1947년에는 이를 폐지하고 1년 과정의 강습과를 설치해 1952년까지 존속하였는데, 이수자에게는 국민학교 준교사 자격이 부여되었다. 1952년에 개설된 연수과는 고등학교 졸업자를 대상으로 한 1년 과정이었는데, 이수자에게는 국민학교 2급 정교사자격을 부여했다. 교원양성소는 1958년에 일단 폐지되었다.

### 제 3~4공화국
1960년대는 산업 발전으로 초등교원의 이직률이 높고, 취학 아동이 증가해 교원이 더욱 부족하게 되어 교대의 정원을 확대하는 한편 폐교한 사범학교 또는 신규 지역에 교육대학을 추가로 설치했다. 이 것으로는 교원 수급을 충당할 수 없어 1966년 초등교원양성소가 다시 설치되었다. 1966년 3월 대통령령으로 반포된 「임시교원양성소규정」에 따라 설치된 임시초등교원양성소는 1967년 춘천·광주·청주·진주교육대학에 1차로 부설되었으며, 이후 전국의 교육대학에 확산되었다. 처음에는 초급대학 이상 졸업자에게 4개월 이상 6개월 이하의 교육을 통해 국민학교 2급 정교사 자격을 발급했으나 1968년부터 고등학교 졸업자를 입학시켜 준교사 자격증을 주는 제도로 바뀌어 갔다.
초등교원양성소는 단기양성 뿐만 아니라 이미 학교 현장에 근무중인 무자격 현직 교원을 교육시켜 유자격교원으로 만드는 목적도 있었다. 교육기간은 3, 4개월이었으나 교육대학 부설 이후에는 18주로 고정되었다. 초등교원양성소의 교육과정은 국민학교 주요 교과로 구성되어 있었고, 1969년부터는 교육기초·아동발달·교육과정·학급경영의 네 가지 기본 교육이론 과목이 추가되었다.
한편, 사범학교가 교육대학으로 승격된 후, 초등교원의 부족을 중등교원 자격 소지자로 충당하기 위한 보수교육제도(補修敎育制度)가 1966년 문교부령으로 시행되었다. 중등교원 자격 소지자와 중등교원양성소 수료자에게 5주, 그 밖의 사람은 8주의 교육을 통해 국민학교 2급 정교사 자격을 발급했다.
1970년대 들어 교원 수급이 안정화 되고 오히려 과잉양성이 문제가 되었다. 1971년 문교부의 임시교원 양성소 운영지침 및 임시교원 양성소 운영계획에 의거, 1973년부터는 법적으로만 존재할 뿐 실질적으로 운영을 중단했다.

### 국민의 정부
1999년 교원의 정년이 65세에서 62세로 단축되었다. 또 이로 인한 연금법 개정 파동으로 정년 퇴직자와 명예 퇴직자가 급증하면서 초등교원의 급격한 부족 사태를 불러왔다. 이를 해결하기 위해 정년 퇴직, 명예 퇴직한 교사를 다시 기간제 교사로 채용하는 한편 교과전담 교사라는 이름으로 중등교원 자격소지자를 보수교육을 통해 기간제 교사로 채용하기로 했는데, 추가로 중등교원 자격 소지자에게 단시간의 보수교육을 통해 초등 교원 자격을 발급하는 방식으로 해결하고자 하였다. 1999년 보수교육을 통한 중초임용이 몇 차례 실시된 뒤 교육대학생들의 약 4주간 수업거부 등 교육대학 구성원과 각계의 반발로 일단 중단되었다.
김대중 대통령은 2003년까지 학급당 학생수를 35명 이하로 감축한다는 내용의 '7.20 교육여건 개선계획'(2001) 을 발표했다. 2년안에 이를 달성하기 위해서는 교실 증축, 교원 증원등이 단시간 안에 이루어져야 했고 특히 초등교원은 4000명 이상의 증원이 필요했다. 이미 1999년 교원정년 단축 실시와 연금법 개정 파동에 따른 명예퇴직자 증가로 초등교원의 수가 매우 부족한 상황이었는데 이 계획을 달성하기 위해 더욱더 교원 부족 현상이 심해질 것으로 예상되었다. 교육부와 시도교육청은 중등교원 자격소지자 3000~4000명 정도를 교대에서 70학점을 이수한 뒤 초등교원으로 현장에 배치하는 '교대학점제' 실시를 통한 중초임용으로 교원 수급 불균형을 해결하고자 했다. 교육대학 구성원 및 각계의 반발이 많았고 특히 교육대학생들은 약 10주간 수업거부 등 강력하게 저항했다. 이에 따라 '교대학점제' 방안은 철회되었고 교대 학사편입제를 통해 중등교원 자격 소지자의 교육대학 특별편입학이 한시적으로 실시되었다.
이에 따라 교육대학교 내에서도 특별편입생들과 일반 학부생들간 갈등이 발생했으며 초등학교 현장에서도 중초교원과 교육대학 출신 교원들 사이에 상당시간 갈등이 존재했다.

## 중등교원양성소

### 근대
일제시대는 중등교사 양성 전담기관은 없었고, 1927년부터 임시 중등교원양성소가 일부 전문학교 부설로 운영되었다.

### 미군정기 ~ 대한민국 초기
광복 이후 중등교원의 과반 이상을 차지하던 일본인 교원들이 모두 물러갔을 뿐 아니라 취학생의 폭발적 증가에 따라 중등교원에 대한 수요가 급격히 증가했다. 이에 대응하기 위해 미군정청 학무국은 일제강점기에 설치된 38선 이남의 사범학교 10개 중 3개를 중등교원양성기관으로 승격·개편하여 중등교원 양성교육을 실시토록 했다.
하지만 정규양성기관만으로는 필요한 교원을 모두 확보할 수 없어 각종 단기양성기관, 과정을 함께 운영했다. 1947년부터 1956년까지 전국에 12개소의 임시 중등교원양성소를 대학에 부설해 운영하였다. 대학 졸업자 이상을 대상으로 했으며 교육연한은 처음에는 1년~1년반이었으나 1953년 이후에는 2년으로 연장되었다. 이수자에게는 중등 2급 정교사 자격을 발급했다. 임시중등교원양성소는 1958년 폐지되었다.
또 비정규 교원양성제도로 교직과정을 운영했다. 이는 일반대학에서 전공 외에 일정한 교직과목을 이수하면 2급 정교사 자격증을 주는 것이다. 실제로는 정규교사 보충 방법으로 광복 직후인 1945년부터 운영되어 왔다.

### 제 3~4공화국 시기
1960년대 다시 교원의 수가 부족해지자 1966년 3월 대통령령으로「임시교원양성소규정」을 반포했다. 1972년 4∼6개월 과정으로 서울대학교 사범대학·공주사범대학·조선대학교 사범대학·경북대학교 사범대학 등 4개 대학에 설치되었다. 1967년의 규정에 의하면 교육사·교육철학영역, 교육심리영역, 교육내용·교육방법영역, 각과 지도영역, 교육실습 등의 영역별로 소정의 학점을 이수하도록 했다.
1970년대 들어 교원 수급이 안정화되었다. 1971년 문교부의 임시교원 양성소 운영지침 및 임시교원 양성소 운영계획에 의거, 1973년부터는 법적으로만 존재할 뿐 실질적으로 운영을 중단했다.

## 해당 법령
- 국가법령정보센터 - 임시교원양성소규정
- 국가법령정보센터 - 교원자격의취득을위한보수교육에관한규칙